# Alé BTC Ljubljana/2021
Deze pagina geeft een overzicht van de vrouwenwielerploeg Alé BTC Ljubljana in 2021.

## Algemeen

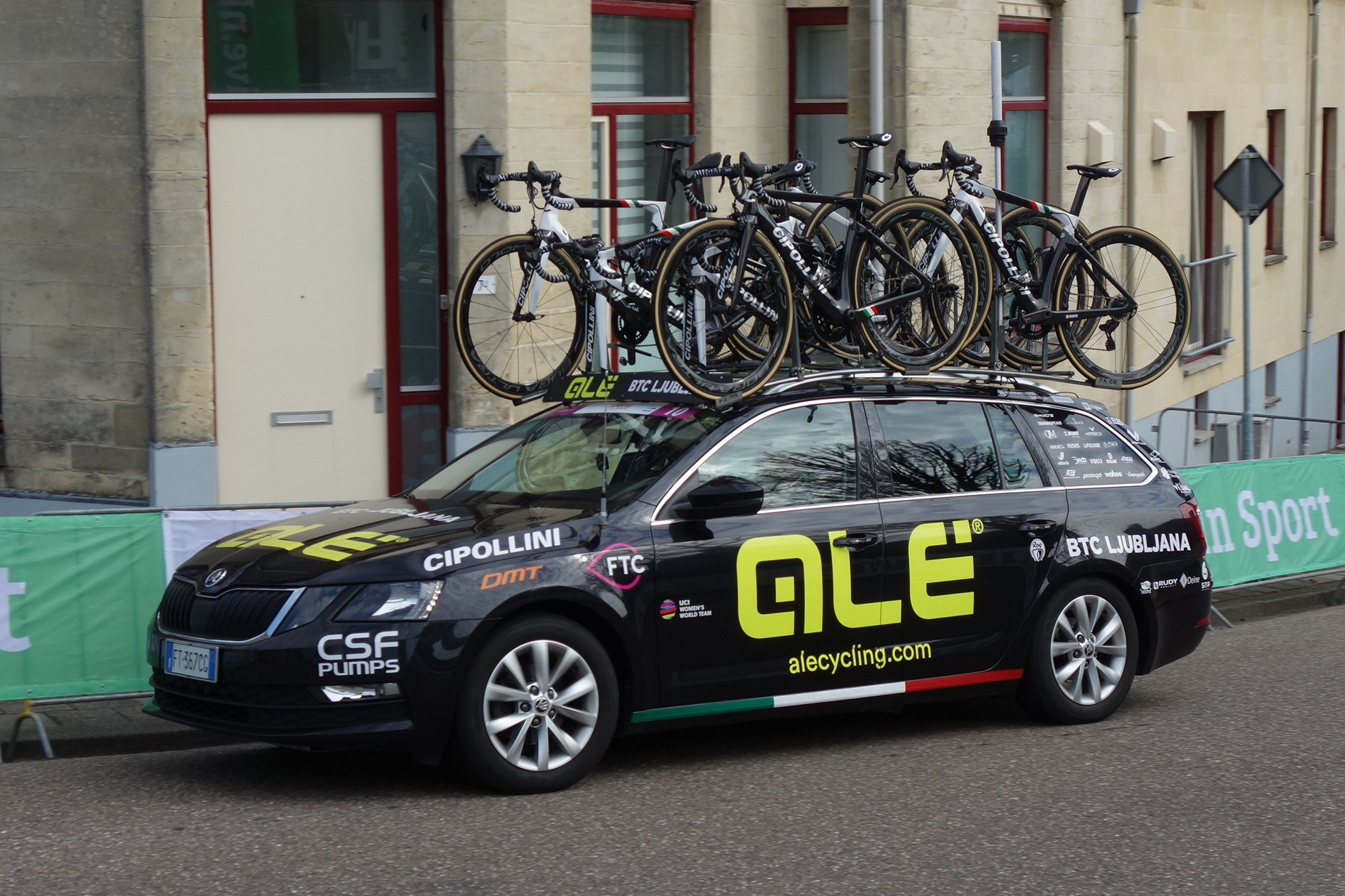
Ploegauto in de Amstel Gold Race 2021.

Algemeen manager: Alessia Piccolo
Ploegleiders: Fabiana Luperini
Fietsmerk: Cipollini

## Renners

### Transfers
| Inkomend         | Ploeg 2020              | Uitgaand          | Ploeg 2021        |
| ---------------- | ----------------------- | ----------------- | ----------------- |
| Alessia Patuelli | Neoprof                 | Urška Bravec      | ?                 |
| Marlen Reusser   | Paule Ka                | Jutatip Maneephan | ?                 |
| Laura Tomasi     | Top Girls Fassa Bortolo | Eri Yonamine      | Team Tibco        |
| Sophie Wright    | Paule Ka                | Urška Žigart      | Team BikeExchange |

### Ploeg 2021
| Naam               | Geboortedatum | Nationaliteit       | Ploeg 2020              |
| ------------------ | ------------- | ------------------- | ----------------------- |
| Marta Bastianelli  | 30-04-1987    | Italië              |                         |
| Maaike Boogaard    | 24-08-1998    | Nederland           |                         |
| Eugenia Bujak      | 25-06-1989    | Slovenië            |                         |
| Anastasia Chursina | 07-04-1995    | Rusland             |                         |
| Mavi García        | 02-01-1984    | Spanje              |                         |
| Tatiana Guderzo    | 22-08-1984    | Italië              |                         |
| Alessia Patuelli   | 22-12-2002    | Italië              | Neoprof                 |
| Urša Pintar        | 03-10-1985    | Slovenië            |                         |
| Marlen Reusser     | 20-09-1991    | Zwitserland         | Paule Ka                |
| Laura Tomasi       | 01-07-1999    | Italië              | Top Girls Fassa Bortolo |
| Anna Trevisi       | 08-05-1992    | Italië              |                         |
| Sophie Wright      | 15-03-1999    | Verenigd Koninkrijk | Paule Ka                |

## Overwinningen
| Kampioenschappen Zwitsers kampioen tijdrijden:Marlen Reusser Sloveens kampioene tijdrijden: Eugenia Bujak Sloveens kampioene wegwedstrijd: Eugenia Bujak Spaans kampioene tijdrijden: Margarita Victoria García Spaans kampioene op de weg: Margarita Victoria García Ronde van Burgos 2e etappe: Anastasia Chursina Ronde van Zwitserland 2e etappe: Marta Bastianelli La Périgord Ladies Marta Bastianelli Simac Ladies Tour 2e etappe: Marlen Reusser Ceratizit Challenge 1e etappe: Marlen Reusser | Tour de l'Ardèche 5e etappe: Marta Bastianelli Ronde van Emilia Margarita Victoria García The Women's Tour 1e etappe: Marta Bastianelli |

2011 · 2012 · 2013 · 2014 · 2015 · 2016 · 2017 · 2018 · 2019 · 2020 · 2021 · 2022 · 2023 · 2024 · 2025
Alé BTC Ljubljana · Team BikeExchange · Canyon-SRAM · FDJ Nouvelle-Aquitaine Futuroscope ·  Liv Racing · Movistar Team · Team DSM · Team SD Worx · Trek-Segafredo